# Rock All Night
Pour plus de détails, voir Fiche technique et Distribution.
Rock All Night est un film américain réalisé par Roger Corman, sorti en 1957. C'est le deuxième film de Corman dans lequel figure le groupe The Platters. Il est initialement publié en double programme avec Dragstrip Girl.

## Synopsis
Jigger et Joey, deux bandits en fuite, se réfugient au  Cloud Nine, un bar fréquenté par des adolescents, et prennent les clients en otage. Mais Shorty, le barman bourru, leur met des bâtons dans les roues. La narration est entrecoupée de scènes musicales rock 'n' roll interprétées par les Platters et les Blockbusters.

## Fiche technique
- Titre français : Rock All Night
- Réalisation : Roger Corman
- Scénario : Charles B. Griffith et David P. Harmon
- Photographie : Floyd Crosby
- Pays d'origine :  États-Unis
- Format : Noir et blanc
- Genre : Film policier, Film dramatique
- Durée : 62 minutes
- Date de sortie : 1957

## Distribution
- Dick Miller : Shorty
- Russell Johnson : Jigger
- Abby Dalton : Julie
- Jeanne Cooper : Mabel
- Jonathan Haze : Joey
- Bruno VeSota : Charlie
- Ed Nelson : Pete
- The Platters : Eux-mêmes

## Chansons interprétées dans le film
- The Platters : I'm Sorry (Buck Ram, Peter Tinturin, William W. White)
- The Platters - He's Mine (Jean Miles, Paul Robi, Zola Taylor)
- The Blockbusters - Rock All Night (Buck Ram)
- The Blockbusters - I Wanna Rock Now (Buck Ram)
- The Blockbusters - Rock 'n' Roll Guitar
- Nora Hayes - The Great Pretender (Buck Ram)
- Nora Hayes - I Guess I Won't Hang Around Here Anymore (Buck Ram)